# Normanton on Trent
 (juillet 2023).
Normanton on Trent est une paroisse civile et un village du Nottinghamshire, en Angleterre.